# Wednesday (seriál)
Wednesday je americký nadpřirozený komediální mysteriózní seriál založený na postavě Wednesday Addamsové umělce Charlese Addamse. Tvůrci seriálu jsou Alfred Gough a Miles Millar. Hlavní roli ztvárnila Jenna Ortega, přičemž Gwendoline Christie, Riki Lindhome, Jamie McShane, Hunter Doohan, Percy Hynes White, Emma Myers, Joy Sunday, Georgie Farmer, Naomi J. Ogawa a Christina Ricci účinkují ve vedlejších rolích. Režisérem čtyř z osmi epizod první řady je Tim Burton, který také působí jako výkonný producent. Seriál sleduje Wednesday Addamsovou, která se ve své nové škole pokouší vyřešit záhadnou vraždu.
Burton byl již dříve osloven, aby režíroval film Addamsova rodina (1991) a podílel se na zrušeném stop motion animovaném filmu The Addams Family. V říjnu 2020 se objevily zprávy, že se ujme režie televizního seriálu, který si později objednala společnost Netflix. Ortega byla obsazen částečně proto, aby reprezentovala latinskoamerický původ postavy. Ricci, která ztvárnila titulní postavu ve filmu z roku 1991 a jeho pokračování Addamsova rodina 2 z roku 1993, byla oslovena Burtonem, aby se připojila k seriálu do vedlejší role. Natáčení probíhalo v Rumunsku od září 2021 do března 2022.
Seriál Wednesday měl premiéru 16. listopadu 2022 a na Netflixu se objevil 23. listopadu a dočkal se vesměs pozitivních recenzí kritiků, kteří chválili výkon Ortegy, ale kritizovali jej za podobnost s dramaty stanice CW.

## Příběh
Wednesday je vyloučena ze střední školy poté, co do školního bazénu při tréninku chlapeckého plaveckého týmu hodí živé piraně, aby se pomstila za to, že tým šikanoval jejího bratra Pugsleyho. To přiměje její rodiče, Gomeze a Morticiu, aby ji zapsali na Akademii Nevermore v Jerichu ve Vermontu, školu pro obludné vyděděnce, kterou kdysi navštěvovali její rodiče.
Wednesday má chladnou a vzdorovitou povahu bez emocí, což jí ztěžuje sblížení se spolužáky a způsobuje, že se dostane do sporu s ředitelkou školy. Zjistí však, že má senzibilní schopnosti, které jí pomohou vyřešit záhadnou místní vraždu s pomocí šerifa města Jericho.
Ve druhé sérii se Wednesday vrací do Nevermore a při rozvíjení svých schopností se musí postavit novému nepříteli a zabránit smrti své spolubydlící.

## Obsazení a postavy

### Hlavní postavy

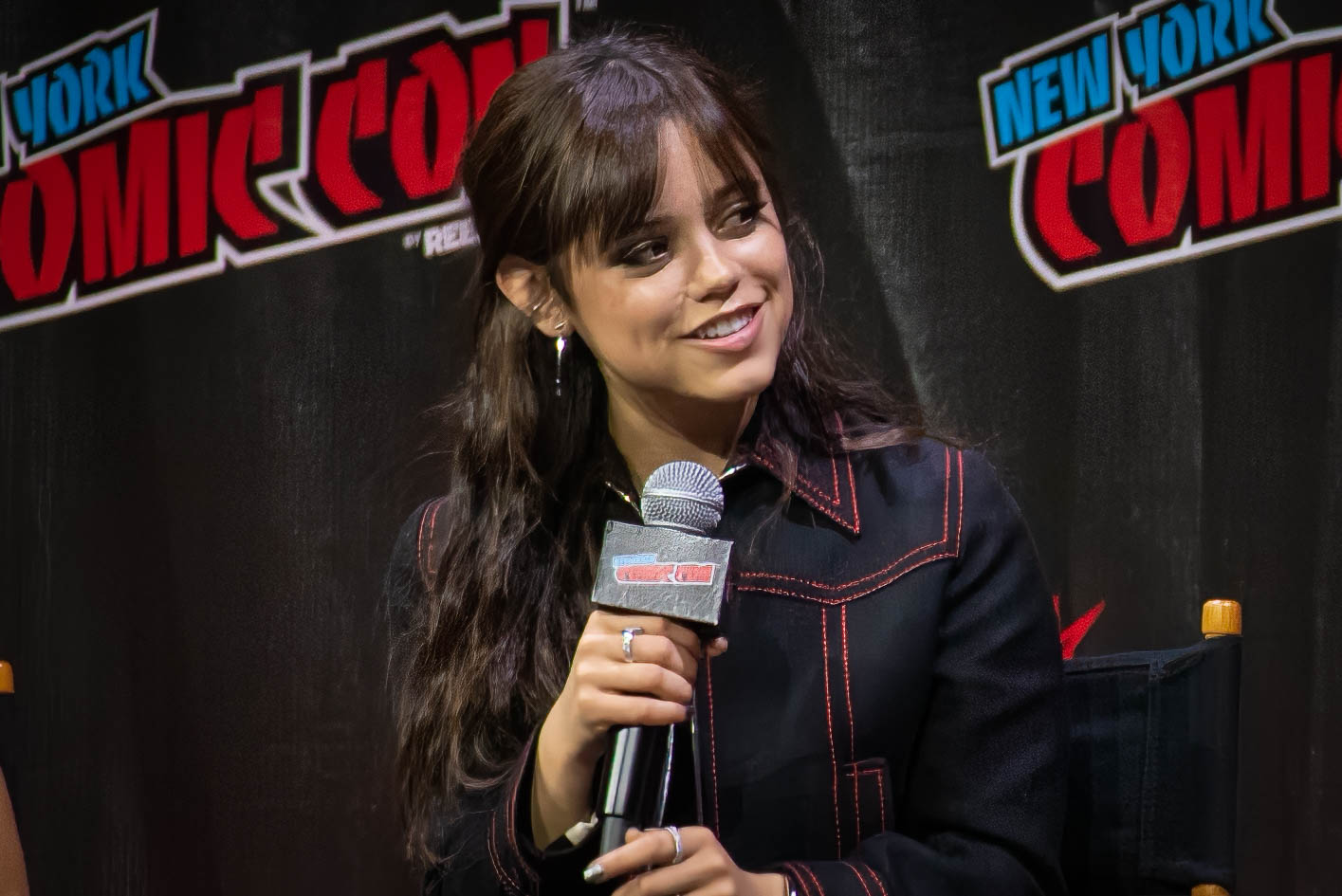
Herečka Jenna Ortega, představitelka hlavní seriálové postavy Wednesday Addams.

- Jenna Ortega jako Wednesday Addamsová, šestnáctiletá[4] gotička, která má senzibilní schopnosti. Je poslána na Akademii Nevermore, protože na jiných školách dělá problémy. Jenna Ortega také hraje Goody Addamsovou, zesnulou předkyni Wednesday, kterou vídá ve vizích z minulosti.
  - Karina Varadi jako malá Wednesday
- Gwendoline Christie jako Larissa Weemsová, ředitelka Akademie Nevermore a bývalá studentka, která byla spolubydlící s Morticií Addamsovou.
  - Oliver Wickham jako mladá Larissa Weemsová
- Jamie McShane jako Donovan Galpin, šerif, který má podezření na Akademii Nevrmore a také na Wednesday kvůli případu, který se týkal jejího otce. Otec Tylera Galpina.
  - Ben Wilson jako mladý Donovan Galpin
- Hunter Doohan jako Tyler Galpin, syn šerifa Galpina. Hyde.
- Percy Hynes White jako Xavier Thorpe, student Akademie Nevermore, který má schopnost oživit své umění. Má romantický zájem o Wednesday.
- Emma Myers jako Enid Sinclairová, barvitá vlkodlačí spolubydlící Wednesday, která se snaží stát její kamarádkou.
- Joy Sunday jako Bianca Barclayová, oblíbená studentka Akademie Nevermore, která je sirénou a Xavierovou bývalou přítelkyní
- Georgie Farmer jako Ajax Petropolus, gorgon Přítel Enid
- Christina Ricci jako Marilyn Thornhillová (Laurel Gattesová), učitelka botaniky na Akademii Nevermore. Potomek Josepha Crackstona a bojovnice proti vyvrhelům.
- Moosa Mostafa jako Eugene Ottinger, student, který, je včelař a kamarád Wednesday.
- Steve Buscemi jako Barry Dort, nový ředitel Akademie Nevermore s

### Vedlejší postavy
- Catherine Zeta-Jonesová jako Morticia Addamsová, matka Wednesday, která v mládí navštěvovala Akademii Nevermore.
  - Gwen Jonesová jako mladá Morticia Addamsová
- Luis Guzmán jako Gomez Addams, otec Wednesday, který je podezřelý z vraždy Geretta Gatese.
  - Lucius Hoyos jako mladý Gomez Addams
- Billie Piper jako Isadora Capri, vlkodlak, učitelka hudby na Akademii Nevermore
- Noah B. Taylor jako Bruno Yuson, vlkodlak, student Akademie Nevermore, přítel Enid Sinclairové
- Riki Lindhome jako doktorka Valerie Kinbottová, terapeutka Wednesday a jiných studentů Akademie Nevermore
- Victor Dorobantu jako Thing, vnímající beztělesná ruka a příbuzný Wednesday, kterého rodiče poslali, aby na ni dohlížel na Akademii Nevermore
- Isaac Ordonez jako Pugsley Addams, mladší bratr Wednesday
- Evie Templeton jako Agnes DeMille, studentka Akademie Nevermore, fanynka Wednesday
- Luyanda Unati Lewis-Nyawo jako Ritchie Santiagová, zástupkyně šerifa Galpina, později šerifka
- Calum Ross jako Rowan Laslow, student Nevermoru, který má telekinetické schopnosti a který se pokusí zabít Wednesday kvůli obrázku, který namalovala jeho matka.
- Iman Marson jako Lucas Walker, syn starosty Walkera
- Johnna Dias Watson jako Divina, studentka Nevermoru, siréna, dvojče Kenta
- Naomi J. Ogawa jako Yoko Tanaka, upírka
- Oliver Watson jako Kent, student Nevermoru, siréna, dvojče Diviny
- Cezar Grumăzescu jako trenér Vlad
- Tommie Earl Jenkins jako Noble Walker, starosta Jericha
- George Burcea jako Lurch, sluha Addamsových[5]

### Hostující role
- Thandiwe Newton jako dr. Rachael Fairburnová, hlavní psychiatrička ve Willow Hill
- Heather Matarazzo jako Judi Spannegel (Judi Stonehearst), avian, asistentka ve Willow Hill, dcera Augustuse Stonehearsta
- Joanna Lumley jako Hester Frump, babička Wednesday a matka Morticii
- Fred Armisen jako Fester Addams, strýc Wednesday a bratr Gomeze
- William Houston jako Joseph Crackstone, předák města Jericho, který chce zabít všechny vyvrhele

## Seznam dílů

### První řada (2022)
| Č. v seriálu | Č. v řadě | Původní název                    | Český název                        | Režie           | Scénář                                    | Premiéra           |
| --- | --------- | -------------------------------- | ---------------------------------- | --------------- | ----------------------------------------- | ------------------ |
| 1 | 1         | Wednesday's Child Is Full of Woe | Prokletá dívka Wednesday           | Tim Burton      | Alfred Gough a Miles Millar               | 23. listopadu 2022 |
| Středoškolačka Wednesday Addamsová najde svého bratra Pugsleyho svázaného ve skříňce. Vidí vizi jeho tyranů, které se neúspěšně pokusí zabít, aby se pomstila a v důsledku toho je vyloučena ze školy. Její rodiče, Morticia a Gomez, se rozhodnou zapsat ji na Akademii Nevermore, školu pro vyvrhele. Mezitím je poblíž Nevermore neznámým tvorem zabit turista. Rodiče Wednesday u ní tajně nechají Věc, živou ruku bez těla, aby na ni dohlížela. Wednesday je umístěna na pokoj, kde se seznámí se svou spolubydlící Enid, která je jejím naprostým opakem, a svede souboj s Biancou, ve škole oblíbenou dívkou, poté co co jí vidí šikanovat jednoho chlapce, Rowana. Později Wednesday málem zabije padající chrlič, ale zachrání ji spolužák jménem Xavier. Poté, co Wednesday unikne ze soudem nařízené terapie, potká Tylera, který dělá baristu v místní kavárně a souhlasí, že jí pomůže utéct z Nevermore. Je však zadržena ředitelkou Larissou Weemsovou a odvedena zpět do školy. Později se Tyler a Wednesday setkají na místní pouti a Wednesday má vizi Rowanovy smrti. Rowan se ji pokusí zabít, ale je zavražděn ohromným monstrem. |           |                                  |                                    |                 |                                           |                    |
| 2 | 2         | Woe Is the Loneliest Number      | Jako kůl v hřbitovním plotě        | Tim Burton      | Alfred Gough a Miles Millar               | 23. listopadu 2022 |
| Wednesday přesvědčí skeptického šerifa Galpina, že pachatelem vražd je ve skutečnosti monstrum. Rowan se náhle objeví nezraněný. Wednesday pochybuje o její příčetnosti a rozhodne se vraždy vyšetřit sama. Obchází školní areál a vyptává se na Rowana a dozvídá se, že byl vyloučen. Konfrontuje bránícího se Rowana, když opouští školu, a pošle Things, aby ho sledoval, ale Things je ztratí. Wednesday má vidiny knihy, která patří starému studentskému spolku. Při hledání knihy zaslechne, jak Bianca plánuje zfalšovat nadcházející studentský turnaj. Wednesday se spojí s Enid, aby Biancu porazili a turnaj vyhráli. Později Wednesday objeví ve škole skrytou knihovnu v klubovně nočních stínů, kde je zajata. |           |                                  |                                    |                 |                                           |                    |
| 3 | 3         | Friend or Woe                    | Přítel, nebo vrah                  | Tim Burton      | Kayla Alpert                              | 23. listopadu 2022 |
| Wednesday se ocitne svázaná a obklopená členy elitního studentského spolku, Nočních Stínů, mezi něž patří i Bianka a Xavier, který jí nabídne aby se k nim přidala, ona však odmítne. Wednesday se osvobodí a odejde z knihovny, přičemž si s sebou vezme jednu z knih. Weemsová nařídí Wednesday, aby hrála ve školní kapele na nadcházející městské slavnosti. Kresba v knize ji zavede na výstavu na místním jarmarku, kde si všimne obrazu dívky, kterou viděla ve svých vizích. V lese Wednesday vidí dívku - věří, že je to její dávná předkyně - připravenou k popravě Josephem Crackstonem, předákem města, který má v úmyslu zabít všechny vyvrhele, ale podaří se jí uniknout. Wednesday je přepadena Hydem, o němž zjistí, že je to člověk. Po návratu do města Wednesday a Věc překazí obřad tím že zapálí nově odhalenou sochu Josepha Crackstona. Při vyšetřování na místě činu v lese najde policie fotoaparát, kterým se podařilo zachytit fotografie Hyda. |           |                                  |                                    |                 |                                           |                    |
| 4 | 4         | Woe What a Night                 | Vedle tebe umírám                  | Tim Burton      | Kayla Alpert                              | 23. listopadu 2022 |
| Wednesday a Thing se vloupají do kanceláře koronera, aby si okopírovaly složky obětí netvora. Při pokusu o identifikaci vzorce zjistí, že každé oběti byly chirurgicky odstraněny části těla. Wednesday začne Xaviera podezřívat a sleduje ho v jeho uměleckém ateliéru, kde objeví několik kreseb ne Hyda, což ji zavede do jeho doupěte. Tam získá jeden z jeho drápů a předá ho šerifu Galpinovi, aby porovnal jeho DNA. Wednesday a Tyler se společně účastní místního plesu. Mezitím je spolužák Eugene, který je zasvěcen do Wednesdayiny vyšetřovací práce, svědkem toho, jak postava v plášti odpálí jeskyni Hyda. Ples je přerušen starostovým synem, který spustí požární sprinklery s červenou barvou v budově jako odplatu za to, že Wednesday narušila městský obřad. Wednesday vidí ve vizích, že je Eugene v nebezpečí, a vydá se do lesa, jen aby ho našla těžce zraněného Hydem. |           |                                  |                                    |                 |                                           |                    |
| 5 | 5         | You Reap What You Woe            | Co člověk zasévá, to smrtka sklízí | Gandja Monteiro | April Blair                               | 23. listopadu 2022 |
| Před 32 lety je Gomez zatčen pro podezření z vraždy Garretta Gatese v Nevermore. V současné době Addamsovi navštěvují Wednesday na rodinném víkendu Nevermore. Rodinné terapeutické sezení je přerušeno, když Wednesday konfrontuje své rodiče ohledně podezření z vraždy. Mezitím se šerif Galpin dozvídá, že koroner spáchal sebevraždu poté, co se přiznal ke zfalšování Gatesovy pitevní zprávy. Galpin dojde k závěru, že Gomez je vinen, a zatkne ho. Ve vězení Gomez prozradí Wednesday, že Gates byl zabit nešťastnou náhodou, zatímco Morticia se přizná, že Gatese zabila. Wednesday a Morticia vykopou Gatesův hrob a zjistí, že se sám omylem smrtelně otrávil jedem z rulíku zlomocého, než mohl být zabit, ale jsou chyceni policií a na noc zatčeni. Později jsou konfrontováni se starostou, který jim prozradí, že Garrett měl v úmyslu otrávit celou školu kvůli nenávisti svého otce k vyvrhelům. Starosta souhlasí s propuštěním Gomeze poté, co přizná, že Gatesův motiv zakrývá. V Nevermore Weemsová neochotně přizná, že Rowaninu smrt zakryla pomocí měnění podoby, aby se vyhnula kontroverzím ve škole.                      |           |                                  |                                    |                 |                                           |                    |
| 6 | 6         | Quid Pro Woe                     | Něco za nic                        | Gandja Monteiro | April Blair                               | 23. listopadu 2022 |
| Wednesday se pokusí přivolat Goody, svoji starou předkyni. Během nečekané narozeninové oslavy má Wednesday vidění Goody, která jí dá pokyn, aby vyhledala sídlo Gatesových. Tam se stane svědkem toho, jak starosta opouští budovu, a vplíží se do jeho auta. Po příjezdu zpět do města je starosta přejet a těžce zraněn. Weemsová uzavře školu a zakáže Wednesday opustit areál. S pomocí Tylera a Enid se jí podaří uprchnout a vrátit se do sídla Gatesových. Tam zjistí, že Laurel Gatesová, Garrettova příbuzná, která byla dlouho považována za mrtvou, je možná stále naživu. Ve sklepě najdou oddělené části těl obětí netvora, ale jsou nuceni utéct poté, co je netvor přepadne. Wednesday dovede Galpina do sklepa, ale zjistí, že je prázdný. V Nevermore Wednesday přesvědčí Weemsovou, aby ji nevyhazovala, aby mohla pokračovat ve vyšetřování. V nemocnici neznámá postava zabije starostu. |           |                                  |                                    |                 |                                           |                    |
| 7 | 7         | If You Don't Woe Me by Now       | Čert aby se v tobě vyznal          | James Marshall  | Alfred Gough, Miles Millar a Matt Lambert | 23. listopadu 2022 |
| Na starostově pohřbu si Wednesday všimne číhající postavy a pronásleduje ji do lesa. Postava se ukáže jako strýc Fester, který Wednesday vysvětlí, že příšera, kterou vyšetřovala, je Hyde. Společně získají ze skryté knihovny deník, který prozrazuje, že Hyde musí mít vždy svého pána. Později vystopují a sledují Xaviera, jehož jsou svědky, jak se v lese setkává s doktorkou Kinbottovou, terapeutkou Wednesday. Po návratu z rande s Tylerem najde Wednesday zpustošenou kolej, ukradený deník a těžce zraněného Things. Výzkum Laurel Gatesové odhalí, že je naživu a zároveň je pánem Hydea. Wednesday zpočátku podezřívá doktorku Kinbottovou, ale ta je Hydeem zabita. Přijíždí policie a zatýká Xaviera, kterého Wednesday považuje za Hyda. Wednesday se setká s Tylerem a políbí ho, ale náhle má vidinu, že je Hydem je právě on. |           |                                  |                                    |                 |                                           |                    |
| 8 | 8         | A Murder of Woes                 | Requiem pro krkavce                | James Marshall  | Alfred Gough a Miles Millar               | 23. listopadu 2022 |
| Wednesday a její spolužáci vylákají Tylera do lesa, kde ho unesou. Wednesday chce, aby se přiznal, a začne Tylera mučit. Její spolužáci s jejími metodami nesouhlasí, upozorní Weemsovou a Wednesday je zatčena. Weemsová už má Wednesdayina chování plné zuby a vyloučí ji z Nevermore. Wednesday navštíví v nemocnici Eugena, který jí řekne, že postava, kterou viděl v jeskyni příšery, měla červené boty, shodné s botami slečny Thornhillové. Weemsová a Wednesday pomocí svých schopností měnit podobu přimějí Thornhillovou, aby přiznala svou pravou totožnost - Laurel Gatesovou. Gatesové se však podaří Weemseovou zabít a Wednesday zkrotit. Pomocí Wednesdayiny krve Gatesová vzkřísí Crackstona a nechá Wednesday zemřít, ale objeví se Goody, aby ji prošla a tak ji uzdravila. Enid, která se konečně proměnila do své vlkodlačí podoby, porazí Tylera v jeho Hydeově podobě, zatímco Crackstone pronikne do Nevermore v honbě za zničením školy. Po boji Wednesday zničí Crackstona a Eugene pomůže porazit Gatesovou. Xavier je propuštěn z vězení a Wednesday opouští Nevermore, který se do konce semestru zavírá.                 |           |                                  |                                    |                 |                                           |                    |

### Druhá řada (2025)
| Č. v seriálu | Č. v řadě | Původní název             | Český název                   | Režie           | Scénář                                      | Premiéra      |
| ------------ | --------- | ------------------------- | ----------------------------- | --------------- | ------------------------------------------- | ------------- |
| 9            | 1         | Here We Woe Again         | Je to tady zas                | Tim Burton      | Alfred Gough a Miles Millar                 | 6. srpna 2025 |
| 10           | 2         | The Devil You Woe         | Tvůj největší nepřítel        | Paco Cabezas    | Matt Lambert                                | 6. srpna 2025 |
| 11           | 3         | Call of the Woe           | Kvílení divočiny              | Paco Cabezas    | Valentina Garza                             | 6. srpna 2025 |
| 12           | 4         | If These Woes Could Talks | Kdyby tyhle zdi mohly mluvit… | Tim Burton      | Lauren Otero                                | 6. srpna 2025 |
| 13           | 5         | Hide and Woe Seek         | bude oznámeno                 | Angela Robinson | Erika Vázquez a Siena Butterfield           | 3. září 2025  |
| 14           | 6         | This Means Woe            | bude oznámeno                 | Angela Robinson | Alfred Gough, Miles Millar a Kayla Alpert   | 3. září 2025  |
| 15           | 7         | Woe Thyself               | bude oznámeno                 | Tim Burton      | bude oznámeno                               | 3. září 2025  |
| 16           | 8         | A Woe in the Dark         | bude oznámeno                 | Tim Burton      | Alfred Gough, Miles Millar a James Madejski | 3. září 2025  |

## Produkce

### Vývoj
Během připravování produkce filmu z roku 1991 byl režisérem pověřen Tim Burton, ale nakonec se režie vzdal kvůli termínové kolizi s filmem Batman se vrací, takže se režie ujal Barry Sonnenfeld. V březnu 2010 bylo oznámeno, že společnost Illumination Entertainment získala základní práva na kresby Addamsovy rodiny. Film měl být stop motion animovaným filmem podle původních kreseb Charlese Addamse. Burton měl být spoluautorem scénáře, koproducentem a případně i režisérem filmu. V červenci 2013 bylo oznámeno, že film byl zrušen, což bylo podle Burtona způsobeno tím, že studio upřednostnilo počítačovou animaci před technikou stop-motion.
K překvapení tvůrců seriálu Alfreda Gougha a Milese Millara se Burton po obdržení scénáře okamžitě zapojil do projektu. V komentáři ke svému rozhodnutí připojit se k projektu Burton uvedl, že se dokázal ztotožnit s pohledem na svět titulní postavy a že scénář „ke mně promlouval o tom, jak jsem se cítil ve škole a jak se cítíte vůči svým rodičům, jak se cítíte jako člověk. Dávalo to Addamsově rodině jiný druh reality. Byla to zajímavá kombinace.“ Millar uvedl, že pro tvůrčí tým bylo „velmi důležité“ nenapodobovat předchozí filmy a televizní seriál z roku 1964. V říjnu 2020 byl původně oznámen nejmenovaný projekt Addams Family Wednesday, který bude řídit Burton. O produkci seriálu by se postarala společnost MGM Television a Burton by se ujal režie. Gough a Millar by působili jako showrunneři; zatímco Gough, Millar a Burton by byli také výkonnými producenty spolu s Gail Bermanovou, Jonem Glickmanem a Andrewem Mittmanem. V únoru 2021 Netflix udělil produkci objednávku na seriál, který by se skládal z osmi epizod. V srpnu 2021 byla přidána Kayla Alpertová jako výkonná producentka a 1.21, Tee and Charles Addams Foundation a Glickmania, které seriál také produkovaly. Burton, považovaný za svůj „první skutečný vstup do televize“, režíroval čtyři z osmi epizod, zbývající epizody režírovali Gandja Monteiro a James Marshall. Burton si přivedl stálou spolupracovnici Colleen Atwoodovou jako kostýmní výtvarnici.

### Casting
V květnu 2021 byla do hlavní role obsazena Jenna Ortega. Ortega uvedla, že zpočátku váhala, zda se k projektu připojit kvůli své předchozí práci v seriálech pro teenagery na Disney Channelu. Millar prohlásil, že po prvním společném telefonátu na Zoom tvůrčí tým věděl, že „nikdo jiný na této planetě“ se pro ztvárnění této postavy nehodí lépe. Začátkem srpna téhož roku byl do hostující role Gomeze Addamse obsazen Luis Guzmán a do role Morticie Addamsové byla obsazena Catherine Zeta-Jonesová. Později téhož měsíce bylo oznámeno obsazení Thory Birchové, Rikiho Lindhoma, Jamieho McShanea, Huntera Doohana, Georgieho Farmera, Moosy Mostafy, Emmy Myersové, Naomi J. Ogawy, Joy Sundayové a Percyho Hynese Whitea do hlavnich rolí. V září byli do hlavních rolí přidáni Gwendoline Christie a Victor Dorobantu, zatímco do epizodních rolí byli obsazeni Isaac Ordonez, George Burcea, Tommie Earl Jenkins, Iman Marson, William Houston, Luyanda Unati Lewis-Nyawo, Oliver Watson, Calum Ross a Johnna Dias Watson. V prosinci 2021 Birchová seriál opustila a status její postavy, matky koleje Tamary Novak, zůstal nejasný. V březnu 2022 bylo oznámeno, že Christina Ricci, která hrála Wednesday Addamsovou ve filmu z roku 1991 a jeho pokračování z roku 1993, byla obsazena do hlavní role a nahradila Birchovou v podobné roli. V říjnu téhož roku bylo odhaleno, že Fred Armisen ztvární strýčka Festera, a bylo potvrzeno, že Ricci ztvární roli Marilyn Thornhillová.

### Natáčení
Natáčení probíhalo mezi zářím 2021 a březnem 2022 v jihokarpatském městě Bușteni v Rumunsku. Dále se natáčelo také na hradu Cantacuzino, který sloužil jako dějiště fiktivní Akademie Nevermore, bukurešťské univerzitě Politehnica, nádraží Sinaia, bukurešťské botanické zahradě, domě Monteoru a historickém sídle Olgy Greceanu v župě Dâmbovița, které nahradilo sídlo Gatesových. Další kulisy, včetně celého fiktivního města Jericho, byly postaveny ve studiích Buftea. Ortega označila svou práci v seriálu za „velmi stresující a matoucí“ a „nejzaměstnanější práci, jakou jsem kdy měla“ kvůli zrychlenému natáčecímu plánu produkce. Ortega se během natáčení vyhýbala rozhovorům s Ricci ohledně hraní postavy, aby dosáhla vlastního jedinečného ztvárnění role. Choreografii svého tance na píseň „Goo Goo Muck“ od skupiny The Cramps si vytvořila sama, přičemž se inspirovala Siouxsie Sioux, Bobem Fossem a záběry z gotických tanečních klubů z 80. let. V rámci přípravy na roli se Ortega naučila hrát na violoncello a navštěvovala hodiny kanoistiky, šermu, lukostřelby a němčiny. Podle herečky Joy Sunday byly obzvláště namáhavé lekce kanoistiky, při nichž se celý štáb a asi desítka kaskadérů denně hodinu předháněli, přičemž natáčecí dny začínaly už v 5:30.

### Hudba
V prosinci 2021 bylo oznámeno, že se k seriálu připojil Danny Elfman, aby složil původní znělku a Chris Bacon jako spoluautor. 23. listopadu 2022 vyšel u Lakeshore Records soundtrack Wednesday, který obsahuje výběr z původní znělky seriálu složené Elfmanem a Baconem a také několik popových písní, včetně „Paint It Black“ od The Rolling Stones, „Nothing Else Matters“ od Metallicy a „Physical“ od Duy Lipy.

## Vydání
První upoutávka na Wednesday byla zveřejněna dne 17. srpna 2022, dne 9. října následovala plná upoutávka a dne 8. listopadu byla představena úvodní sekvence seriálu. Seriál měl premiéru dne 16. listopadu 2022 v Hollywood Legion Theater v Los Angeles. Osm epizod bylo na Netflixu zveřejněno dne 23. listopadu 2022

## Přijetí

### Sledovanost
Podle údajů uživatelů TV Time shromážděných společností Whip Media dosáhla Wednesday druhé příčky v počtu největší sledovanosti před uvedením ze všech původních seriálů Netflixu, hned po Zaklínači.; nakonec debutovala na prvním místě na Netflixu v 83 zemích. Seriál drží rekord v počtu hodin zhlédnutí za týden u anglicky mluveného seriálu Netflixu s celkovým počtem 341 hodin. 2 miliony hodin zhlédnutých v prvním týdnu po uvedení, čímž překonal předchozího rekordmana Stranger Things 4 s 335,01 miliony hodin. Jacob Stolworthy z The Independent označil popularitu seriálu za „bezprecedentní“ a navrhl, že by mohl nastartovat vývoj několika dalších televizních spin-offů.

## Odezva kritiků
Na serveru Rotten Tomatoes získal seriál hodnocení 71 % na základě 83 recenzí s průměrným hodnocením 6,7/10. Konsenzus webu zní: „Wednesday není zrovna plná strastí pro diváky, ale bez Jenny Ortegy v hlavní roli by tento seriál příbuzný Addamsově rodině mohl být klidně dalším dramatem stanice CW.“ Na serveru Metacritic získal seriál skóre 66 ze 100 na základě 26 recenzí, označující „obecně příznivé hodnocení“.
Ed Power z deníku The Daily Telegraph udělil seriálu Wednesday čtyři hvězdičky z pěti a označil jej za „návykově rokokovou jízdu, která se odvíjí jako kříženec Euforie a Hotelu Transylvánie“. John Anderson z deníku The Wall Street Journal ocenil „charismatický výkon“ Ortegy a označil seriál za „často rozkošný, navzdory jeho záměrné temnotě“. Tom Long ve své „béčkové“ recenzi pro The Detroit News považoval seriál za vizuálně přitažlivý a popsal mrtvolnou legraci Ortegy jako „přesně tak pružnou, jak je třeba“ a její výkon celkově jako „důsledně vybočující z karikatury natolik, aby udržel věci živé“. Cristina Escobarová pro RogerEbert.com podobně chválila Orteginin mrtvolný humor a pochválila „uspokojivý“ závěr seriálu. Mike Hale z The New York Times sice konstatoval, že seriál nebude tím, „co skuteční fanoušci Charlese Addamse a jeho postav hledají“, ale označil jej za „snesitelný“, přestože „uspokojí pouze na úrovni šablonovité teenagerovské romance a tajemna“, a přirovnal jej k sérii Harryho Pottera. Jesse Hassenger z TheWrap komentoval tón seriálu tak, že čtyři epizody režírované Burtonem působí spíše jako Veronica Mars než Ospalá díra. Nick Hilton z The Independent udělil seriálu dvě hvězdičky z pěti a kritizoval tón seriálu jako „neúprosně vtipný Gen Z“ a jeho herecké výkony jako „dvojrozměrnější než komiks z časopisu New Yorker, v němž se postavy poprvé objevily“.

## V popkultuře
Po vydání seriálu Wednesday se na službě pro sdílení videí TikTok rozšířily, a staly se virálními, fanouškovské rekonstrukce tance Wednesday Addamsové ze seriálu na píseň Lady Gaga „Bloody Mary“, což vedlo k velkému nárůstu přehrávání této písně na Spotify. V prosinci 2022 byla píseň „Bloody Mary“ poslána do francouzských rádií jako singl, 11 let po vydání alba Born This Way, na kterém se objevila.  Nárůst popularity zaznamenala také píseň „Goo Goo Muck“ od skupiny The Cramps z roku 1981, která hraje během originální taneční scény ve čtvrtém díle seriálu. Podle Billboardu se počet streamů této písně ve Spojených státech po uvedení seriálu zvýšil z 2 500 na více než 134 000.